# Lichten van de zee

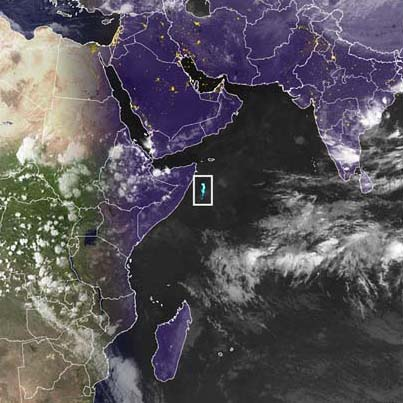
Foto van oplichtende zee vanuit de ruimte (binnen rechthoekje midden op de foto)

Het lichten van de zee is een lichtverschijnsel dat wordt veroorzaakt door bioluminescentie. Het lichten van de zee kan worden waargenomen zowel aan de kust als op open zee.

## Toelichting
Het klassieke lichten van de zee wordt veroorzaakt door een opeenhoping van micro-organismen die oplichten door een verschijnsel dat bioluminescentie heet. Bioluminescentie is het uitstralen van licht door levende organismen onder invloed van chemische processen in dat organisme. In zee zijn soorten dinoflagellaten zoals zeevonk (Noctiluca scintillans) en Pyrocystis noctiluca verantwoordelijk voor kort oplichten, bijvoorbeeld in golven. Dinoflagellaten zijn eencellige organismen die behoren tot de algen en sommige soorten lichten bij mechanische verstoring kort op, korter dan een seconde. Daarnaast bevinden zich in zee bacteriën die oplichten, minder fel maar wel langer dan dinoflagellaten, tot enkele dagen aan toe. Vermoedelijk zijn bacteriën verantwoordelijk voor op satellietopnames zichtbare lichtvlekken in de zee.
Als de zee "licht" lijkt het alsof het zeewater blauw of groen oplicht in grillige patronen. In feite is het niet het zeewater, maar de micro-organismen die zich daarin bevinden die oplichten onder invloed van mechanische prikkels die de golven veroorzaken of door aanraking worden veroorzaakt. Dit is te zien op het strand, waar het oplichten voorkomt in de golven van de branding en in zeewaterplassen, wanneer die doorlopen worden of met de handen aangeraakt. De organismen worden dan zichtbaar als kleine heldere punten of als oplichtende rimpelingen in het zeewater.